# Katelyn Tuohy
Katelyn Tuohy (New York, 18 maart 2002) is een Amerikaanse atlete. Ze is gespecialiseerd in de middellange afstand en het veldlopen.

## Biografie

### Middelbare school
Katelyn Tuohy is afkomstig uit Thiells, New York. In haar middelbareschooltijd aan de North Rockland High School, begon ze met het verbeteren van leeftijdrecords. Zo liep ze op haar 14e 2.47,86 op de 1000 meter indoor, en buiten 4.45,95 op de mijl. Daarmee verbrak ze records van Mary Cain, die in 2013 op 17-jarige leeftijd meeliep in de WK-finale 1500 meter. Cain werd professional, trainde mee bij Alberto Salazar en kreeg te kampen met blessures. Om dit voorbeeld niet te volgen, werd bij Tuohy de nadruk gelegd op ontspannen lopen en voorzichtig opbouwen.
Voor haar prestaties in de schoolatletiek, ze heeft bijvoorbeeld in 2018 al haar wedstrijden gewonnen, kreeg ze vijf nationale Gatorade atlete van het jaar awards, in de categorieën veldlopen (3x in 2018-2020), baanatletiek (2018), en de alle sporten overkoepelende titel (2018). Hiermee kwam ze op 30 juli 2018 op de omslag van Sports Illustrated. In december 2019 won ze haar derde veldlooptitel bij de Nike National Cross Country (NXN), iets wat nog niemand voor haar had gepresteerd. Daarna werd ze geopereerd aan haar knie en kwam ze in 2020 niet meer in actie.

### Universiteit&Wolfpack
In 2020 ging Tuohy studeren en sporten aan de North Carolina State University. De sportteams van NC State staan bekend als het NC Wolfpack. In maart 2021 eindigde ze als 24e en eerste eerstejaars student in de NCAA veldloopkampioenschappen. In 2021 schoof ze op naar de 15e plek en in 2022 werd ze kampioen. Hierna tekende ze een sponsorcontract met Adidas.
In het begin van 2023 liep ze NCAA-indoorrecords op de 1500 m, de mijl en de 3000 m. De 4.06,49 op de 1500 meter is 0,09 sec. langzamer dan het oude Nederlandse Record van Elly van Hulst uit 1988, dat in 2014 door de toen net 21-jarige Sifan Hassan naar 4.05,34 werd verbeterd. Ze was dus 1,15 sec. langzamer dan Hassan op dezelfde leeftijd. Tuohy's 1500 m indoor tijd is de 17e seizoenstijd bij de vrouwen. Haar 4.24,26 op de Engelse mijl was 1,65 sec. sneller dan Jenny Simpson in 2009. De 8.35,20 op de 3000 m is een verbetering met ruim 6 seconden van het oude NCAA record van Karissa Schweizer, in 2023 de 3000 m Amerikaans recordhoudster. De 15.15,92 op de 5000 m is een 7e seizoenstijd.

## Titels
- NCAA-indoorkampioene 3000 m - 2023
- NCAA-indoorkampioene 5000 m - 2023
- NCAA-veldloopkampioene 6000 m - 2022
- NCAA-baankampioene 5000 m  - 2022

## Persoonlijke records
Outdoor
| Onderdeel   | Prestatie | Datum       | Plaats       |
| ----------- | --------- | ----------- | ------------ |
| 1500 m      | 4.06,84   | 14 mei 2022 | Durham       |
| 1 Eng. mijl | 4.45,61   | 11 mei 2019 | White Plains |
| 3000 m      | 9.09,71   | 9 juni 2018 | Cicero       |
| 5000 m      | 15.03,12  | 6 mei 2023  | Walnut       |
| 10.000 m    | 32.56,75  | 11 mei 2023 | Raleigh      |

Indoor
| Onderdeel   | Prestatie | Datum            | Plaats   |
| ----------- | --------- | ---------------- | -------- |
| 1500 m      | 4.06,49   | 28 januari 2023  | New York |
| 1 Eng. mijl | 4.24,26   | 28 januari 2023  | New York |
| 3000 m      | 8.35,20   | 11 februari 2023 | New York |
| 5000 m      | 15.15,92  | 3 december 2022  | Boston   |